# Емі Фарра Фаулер
Емі Фара Фаулер (англ. Amy Farrah Fowler) — персонажка американського серіалу «Теорія великого вибуху». Роль виконала американська акторка Маїм Бялік. Працює нейробіологом. Стає постійною персонажкою серіалу з початку четвертого сезону.

## Стосунки з Шелдоном Купером
Раджеш та Говард жартома вирішують зареєструвати Шелдона на сайті знайомств. На їхнє здивування, знаходиться дівчина, яка зацікавилася Шелдоном. Коли Радж і Говард приводять Шелдона (хоча його важко було вмовити прийти) на зустріч з нею (сезон 3, серія 23), вони розуміють, що Емі — майже копія Шелдона Купера. Емі розповідає, що прийшла вона сюди тільки через те, що у неї з матір'ю договір на одне побачення на рік. З тих пір вони починають спілкуватися, Емі закохується в нього, а потім і Шелдон зауважує подібні почуття. Спочатку він називає її своєю «не дівчиною», хоча вони регулярно спілкуються в Скайпі, по телефону. Але коли Емі погоджується піти в кіно зі Стюартом (власником магазину коміксів, в якому Шелдон і його друзі завсідники), Шелдон відчуває дивні для нього почуття. Під їхнім впливом він приходить на побачення Емі і Стюарта і пропонує Емі бути його дівчиною. Емі погоджується. Шелдон складає договір їхніх стосунків, обидва підписують його. Раз на тиждень ходять на побачення. Стосунки у них платонічні, хоча Емі це не подобається.

## Факти
- Емі є нейробіологом.
- У дитинстві та підлітковому віці не мала друзів, її часто ображали.
- Щиро і наполегливо бажала подружитися з Пенні (лестила їй, робила подарунки). Стала однією з її найкращих подруг, а також подружилася з Бернадетт.
- Їй подобаються примхи Шелдона, Емі вважає їх «милими».
- Емі Фаулер — так звали дружину головного героя, шерифа Кейна, у фільмі «Рівно опівдні».